# Ogoa
Ogoa este un gen de molii din familia Lymantriinae din Africa.

## Specii
- Ogoa fuscovenata Wichgraf, 1922 (Tanzania)
- Ogoa luteola (Hering, 1926) (Congo)
- Ogoa melanocera (Mabille, 1879)	 (Madagascar)
- Ogoa neavei 	Rothschild, 1916 (Malawi)
- Ogoa oberthueri Rothschild, 1916 (Comore, Madagascar)
- Ogoa simplex 	Walker, 1856   (Kenya, Africa de Sud, Tanzania)
- Ogoa vitrina 	(Mabille, 1879) (Madagascar)

## Legături externe
- en Baza de date a genului Lepidoptera la Muzeul de istorie naturală